# Astoria Palace
Pour les articles homonymes, voir Hôtel Astoria et Astoria.
L'Astoria Palace est un ancien hôtel de Vichy en France dans le département de l'Allier. Construit en 1910, à la Belle Époque, il se trouve à l'angle des rues Georges-Clemenceau et du Président-Wilson, en bordure sud-est du parc des Sources, à une centaine de mètres de l'opéra.
Hôtel emblématique de la ville par sa position et son architecture en angle aigu, il a comme presque tous les hôtels de grand luxe de la station thermale datant d'avant la Seconde Guerre mondiale été fermé et transformé en immeuble résidentiel avec appartements.

## Localisation et description
Le bâtiment se trouve en centre-ville de Vichy, à l'angle des rues Clemenceau et Wilson, deux des principales rues commerçantes de la ville, en bordure du parc des Sources. Il n'est donc pas à proprement parler dans le quartier thermal, comme la plupart des hôtels de grande hauteur de cette époque.
Bâti en triangle, l'ancien hôtel comprend un rez-de-chaussée abritant des boutiques, un entre-sol et cinq étages plus un étage en comble.

## Historique
L'Astoria Palace est construit sur l'emplacement d'un ancien hôtel — l'hôtel de la Restauration et Saint-James — (anciennement Grand hôtel Bonnet et de la Restauration), détruit pour l'occasion de la fin de 1908 au début de 1909 et qui appartenait à Mme Sornin. La réalisation est confiée à l'architecte moulinois René Moreau, architecte du Thermal Palace (actuel Aletti) alors en cours de construction et de l'hôtel Carlton qui sera construit en 1912. Le futur Astoria change de propriétaire au début de sa construction étant acquis par Léon Soalat, déjà propriétaire de l'hôtel International tout proche. Le rez-de-chaussée est lui acquis par la Société générale. L'agence bancaire, qui ouvre en 1909, sur tout ce rez-de-chaussée, fait que les pièces de réception de l'hôtel sont installées au premier étage. Si le bâtiment est achevé en 1909, l'hôtel n'ouvre que l'année suivante, le temps des finitions et de l'équipement de l'intérieur. 
Sous le gouvernement de Vichy, l'hôtel comme les autres hôtels de la ville, est réquisitionné pour abriter les ministères et les administrations. En 1942, il abrita l'Office de Tunisie et en 1943 le secrétariat général de la LVF, la Légion des volontaires français contre le bolchevisme et des anciens de la Waffen SS.
Il reprend son activité hôtelière après guerre jusqu'en janvier 1977. Il est ensuite découpé en appartements.

## Galerie de photographies
|                                                             |
| Vue de la façade et des toits, côté rue Georges-Clemenceau. |

|                                                                               |
| Vue de la tour avec ses balcons depuis la rue du Président-Wilson, côté parc. |

|                                                                                    |
| Ancienne entrée de l'hôtel, aujourd'hui résidence privée, rue du Président-Wilson. |

|                            |
| Paliers de l'ancien hôtel. |

|                      |
| Escalier et paliers. |